# Guillermo Cox
Guillermo Eloy Cox Bustillos (1828 - Concepción, 1908), conocido como Guillermo Cox, fue un médico y aventurero chileno, descendiente de galeses, que en el año 1862 realizó un viaje por el norte de la Patagonia y publicó un libro con de viaje con su relato que constituye un importante antecedente para conocer la geografía y las poblaciones patagónicas de ese momento.

## Biografía
Su padre fue un marino y médico inglés, y su madre una criolla chilena de origen española. Siguió el espíritu aventurero de su padre, y en 1859, a la edad de 21 años, realizó su primer viaje de exploración a la desembocadura del río Petrohué, en la región austral de Chile. Sin embargo, lamentablemente esta exploración no prosperó debido a las dificultades de la travesía a través de la cordillera de los Andes. En el verano de 1862 y 1863 emprendió otro viaje con el objetivo de hallar una vía que permitiera unir por tierra la zona central de Chile con la Argentina, más específicamente pasando por el lago Nahuel Huapi hasta llegar al océano Atlántico. Pero nuevamente no pudo llegar al océano Atlántico ya que naufragó en el Limay, y por lo que no pudo continuar debido a la compleja situación de la geopolítica indígena.
Si bien el viaje no tuvo el éxito total que esperaba, escribió su experiencia en un libro, Viaje en la rejiones septentrionales de la Patagonia, 1862-1863, que luego que traducido a varios idiomas, constituyendo un importante relato de la geología, biología y la vida social de las poblaciones originarias de la Patagonia.
Luego de este viaje, Guillermo Cox se radicó en la ciudad de Concepción, donde se desempeñó como médico hasta su fallecimiento en 1908.

## Importancia de su libro

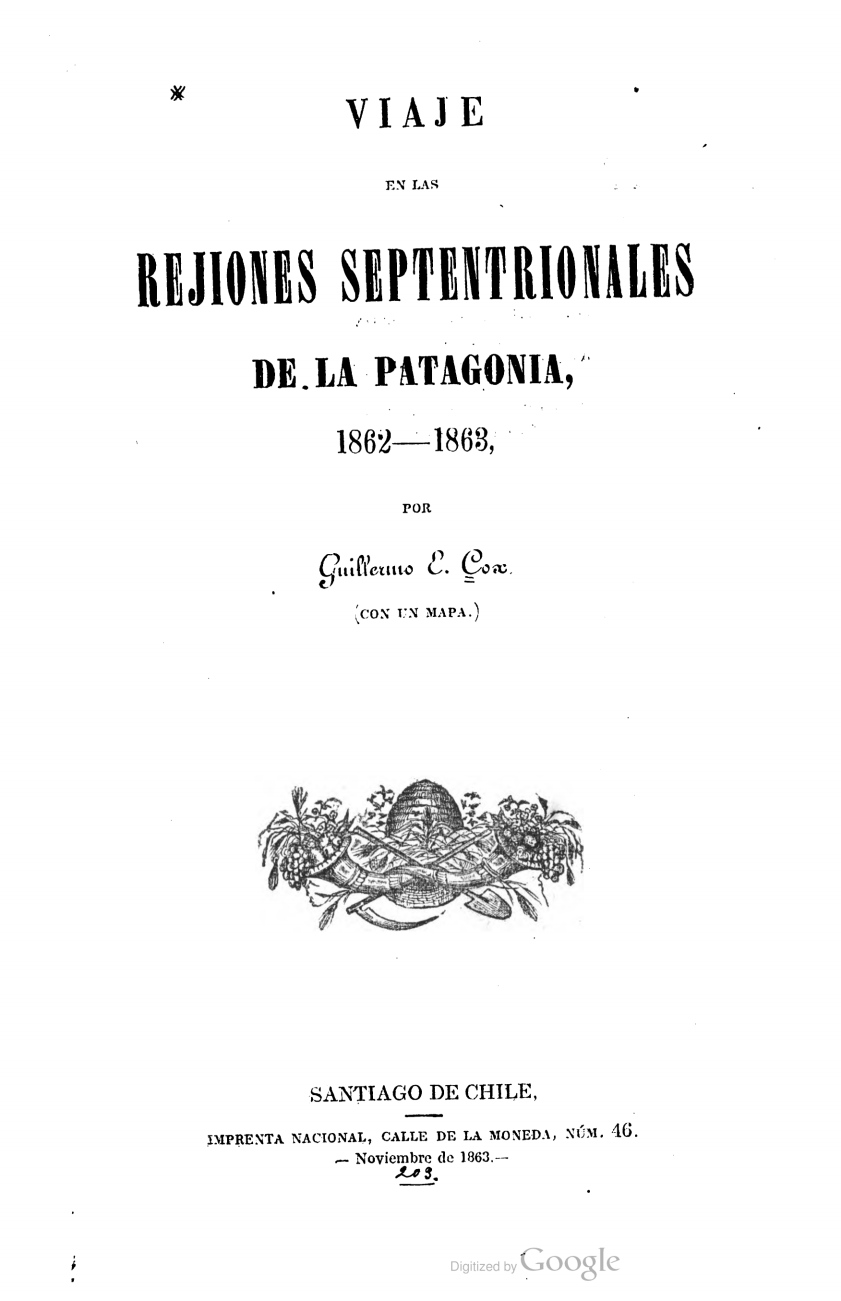
Portada del libro "Viaje en la rejiones septentrionales de la Patagonia, 1862-1863" publicado en 1863 en Santiago de Chile.

Su libro, Viaje en la rejiones septentrionales de la Patagonia, 1862-1863, fue publicado inmediatamente luego de su regreso a Chile. Según varios autores, constituye un importante aporte para conocer la etnología patagónica,así como también para la formulación de clasificaciones étnicas y lingüísticas; y como fuente para estudios arqueológicos. También permitió analizar y discutir aspectos vinculado con las que habitaban en el País de las Manzanas y su relación con Buenos Aires.